# Chamaesphecia mysiniformis
Chamaesphecia mysiniformis là một loài bướm đêm thuộc họ Sesiidae. Nó là loài bản địa bán đảo Iberia, miền nam Pháp, và miền bắc Maroc, nhưng đã được du nhập vào Victoria, Úc năm 1997.
Ấu trùng ăn Marrubium vulgare, Marrubium alysson, Marrubium supinum, Ballota nigra, Ballota hirsuta, Stachys germanica, Stachys ocymastrum, Stachys circinata và Sideritis montana.